# Anyphaena tehuacan
Anyphaena tehuacan là một loài nhện trong họ Anyphaenidae.
Loài này thuộc chi Anyphaena. Anyphaena tehuacan được miêu tả năm 1975 bởi Norman I. Platnick & Lau.